# True (rivista)
True, conosciuta anche come True, The Man's Magazine, era una rivista mensile statunitense che è stata pubblicata dal 1937 al 1976.

## Storia
Dal 1937 al 1974 la rivista venne pubblicata dalla Fawcett Publications. Negli anni trenta era conosciuta come True, A Man's Magazine; negli anni sessanta fu rinominata True, The Man's Magazine.
Negli anni cinquanta il direttore editoriale era Ken Purdy, negli anni sessanta Douglas S. Kennedy e negli anni settanta Charles N. Barnard insieme a Mark Penser.
Nel gennaio del 1975 la rivista fu acquistata dalla Petersen Publishing, che nell'agosto dello stesso anno la rivendette alla Magazine Associated. True cessò le pubblicazioni nel 1976.

## Contenuti
True conteneva articoli di vario argomento, tra cui avventura, sport, viaggi, conflitti drammatici, curiosità. Oltre agli articoli illustrati e a pezzi umoristici conteneva inserti vari.
C'erano anche varie rubriche, tra cui "This Funny Life", "Man to Man Answers" e "Strange but True".
True pubblicava anche numeri speciali, come True's Football Yearbook e True's Boxing Yearbook.

## Libri e serie televisive
Certi articoli pubblicati su True fornirono lo spunto per la pubblicazione di libri. Uno di questi fu The Flying Saucers Are Real di Donald Keyhoe, che riprendeva e ampliava i temi trattati in un omonimo articolo scritto dallo stesso Keyhoe e pubblicato sulla rivista nel numero di gennaio 1950.
Da storie pubblicate su True venne ricavata una serie televisiva in 33 episodi, intitolata G.E. True e trasmessa in USA fra il 1962 e il 1963.

## Selezione di articoli
- True (June, 1944): "One Man Air Force" by Christian Gilbert (full text), su acepilots.com. URL consultato il 5 luglio 2013 (archiviato dall'url originale il 30 aprile 2013).
- True (April, 1948): "Grand Slam in Rams" by Grancel Fitz (full text), su wildsheep.org. URL consultato il 5 luglio 2013 (archiviato dall'url originale il 16 gennaio 2006).
- 1950: The Flying Saucers Are Real by Donald Keyhoe (full text), su esolibris.com.
- True (September, 1956): "The Sky-High Invention" by John DuBarry (illustrated with full text), su howtoadvice.com.
- True (March, 1960): "A New Look at America's Mystery Giant" by Ivan T. Sanderson (full text), su bigfootencounters.com.